# Перлин, Кен
Кеннет Х. «Кен» Перлин — профессор компьютерного факультета Нью-Йоркского университета, основатель лаборатории медиа-исследований в Нью-Йоркском университете и директор Games for Learning Institute. Его исследовательские интересы включают графику, анимацию, мультимедиа и педагогические науки. Он разработал или участвовал в разработке таких методов, как шум Перлина, гипертекстура, интерактивная анимация персонажей в реальном времени и элементы пользовательского интерфейса, такие как масштабируемый пользовательский интерфейс, графический планшет или, в последнее время, недорогие мультисенсорные устройства.
В 1985 году он изобрел математический алгоритм, получивший название «Шум Перлина», для генерации процедурной текстуры псевдо-случайным методом. Это изобретение стало применяться во многих сферах. Основной областью стала компьютерная графика — его используют для создания натуралистических и хаотических текстур. Он подходит при реалистичном моделировании воды, дыма, облаков и так далее.